# Osnatel-Arena
El Bremer Brücke se ubica en Osnabrück, en el estado federado de Niedersachsen, Alemania. Es la sede local del VfL Osnabrück, club que actualmente juega en la 2. Bundesliga.

## Historia

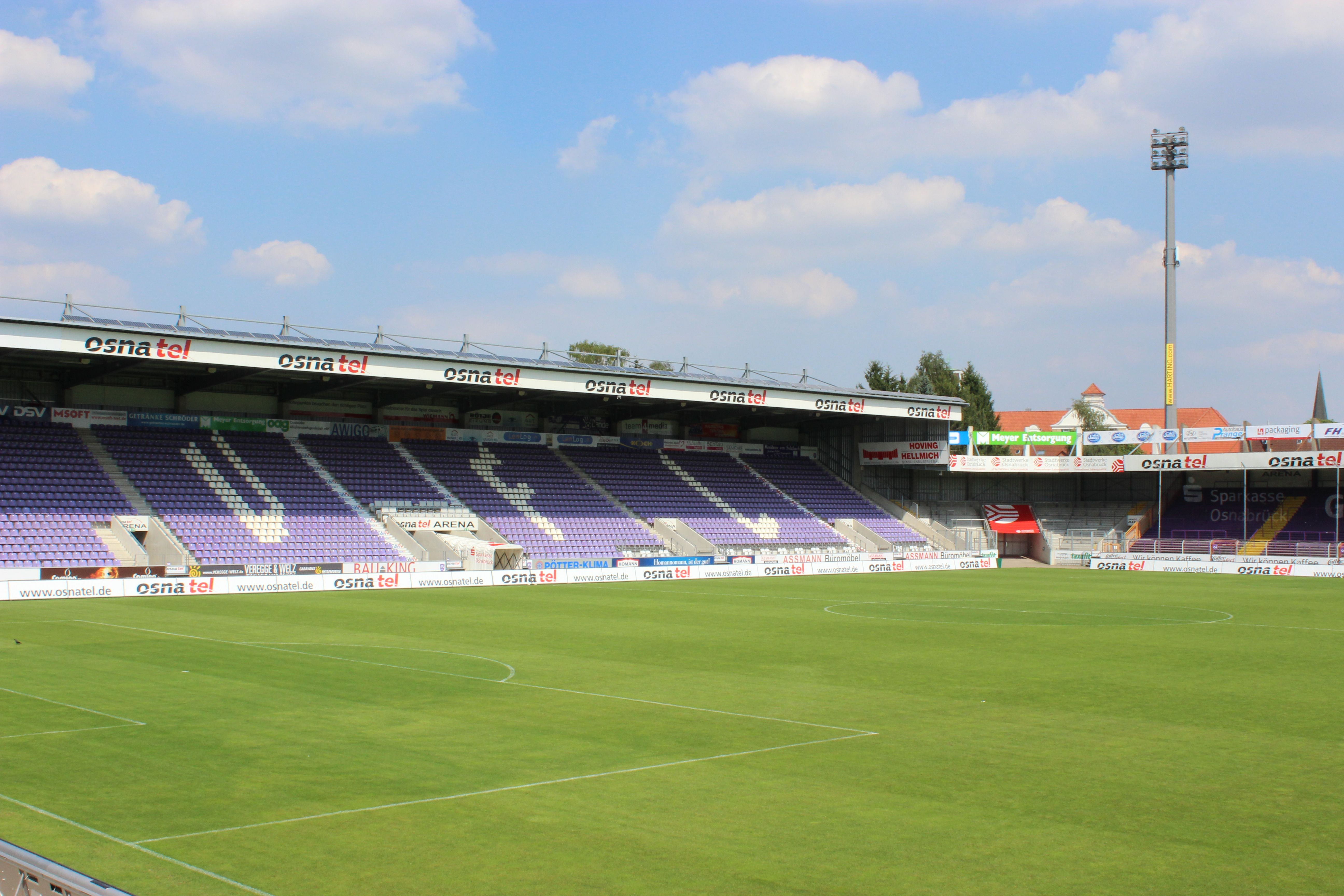
Vista de la tribuna frontal.

La ceremonia de inauguración tuvo lugar el 21 de noviembre de 1931. En una zona de césped en el puente de la vía del tren en Bremen - 'Bremer puente "- fue construido por el SC rápido Osnabrück un estadio con 9000 plazas de pie. 1939 Bremer puente fue ampliado por un graderío asiento para 500 espectadores. Como el primer partido importante en el nuevo estadio del VfL Osnabrück aplica el juego del 19 de noviembre de 1939, cuando el malviblanco Once campeón alemán FC Schalke 04 antes de 13 000 espectadores con 3: 2 latido. Durante II Guerra Mundial, el estadio fue casi completamente destruida, y el club tuvo que la construcción del llamado "Estadio de Wembley" (Un lugar en el Jahnstraße, que fue proporcionada por los soldados británicos disponibles) Dodge.
El 27 de julio de 1946, el puente de Bremer fue reconstruido y el funcionamiento del juego se reanudó. 1952, el estadio fue construido para el juego de campeonato contra el VfB Stuttgart El objetivo era ampliar el puente Bremer en sólo 18 días para 35 000 lugares. Por último, el 27 de abril de 1952, más de 35 000 espectadores en el estadio, aunque fuentes oficiales de 32 500 visitantes procedían. En aquellos años, la transición entre la curva de Occidente y la tribuna norte por razones legales no se podía construir. Una titulares de asignación se negaron a vender sus tierras, y así se mantuvo durante 35 años una brecha en el estadio. En 1969, la capacidad del puente Bremer por razones de seguridad se limitaba a 28 500. 

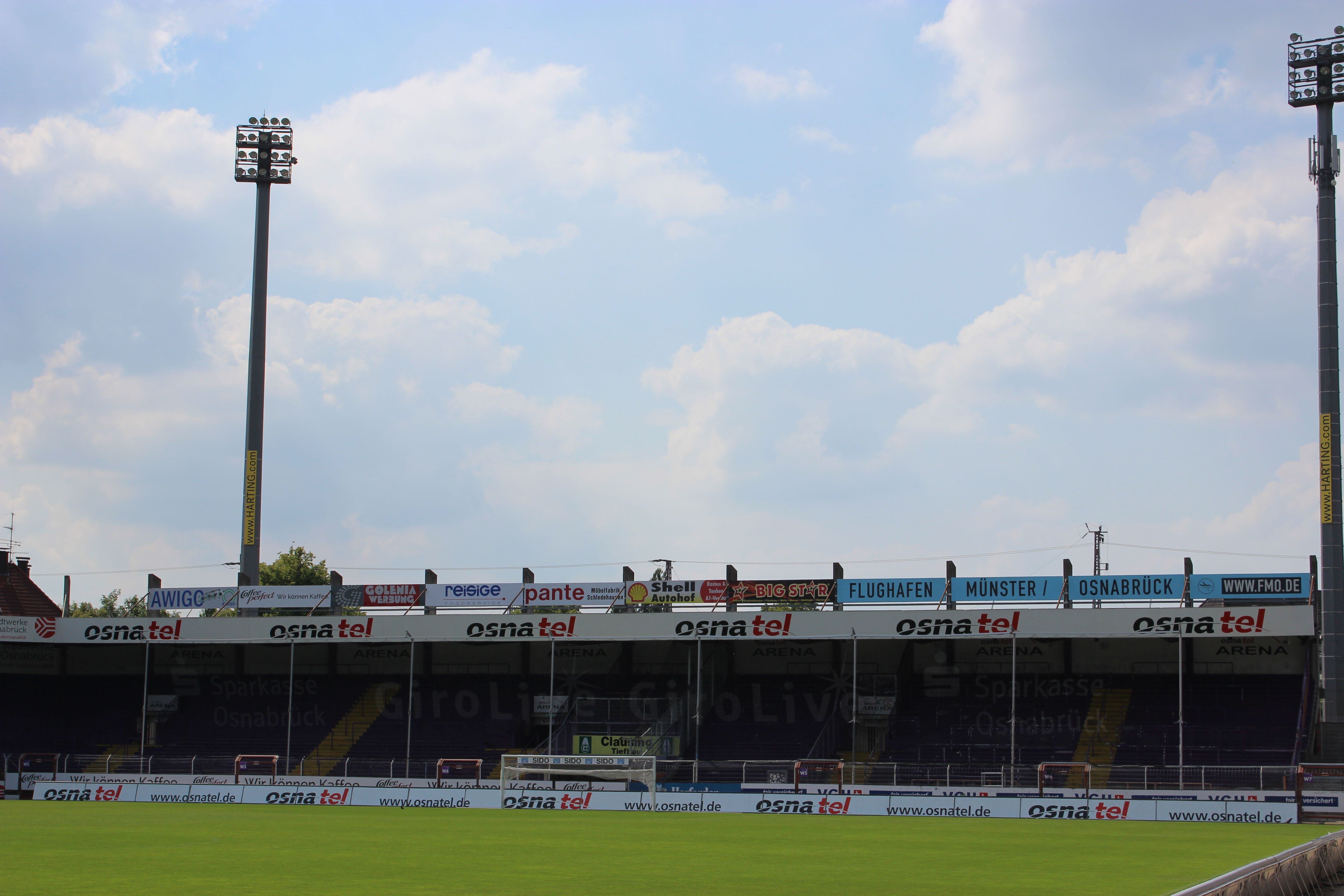
La curva del oeste, el lado derecho es el hogar de la sección de distancia, en la parte inferior izquierda de la tribuna Niños.

En 1968 una grada temporal fue construido para la ronda de promoción a la liga. La ceremonia llega al tope de los asientos y la entrada general trilateral tribuna era de 1974. El 11 de febrero de 1975, los focos se inauguró. Estas extensiones fueron necesarias para la aplicación de la Asociación para un lugar en el 2. Bundesliga apoyo. En 2000, la tribuna asiento con asientos de cubo equipada (volado desde Leverkusen) era. En abril de 2008, se inició en la Arena osnatel las obras de remodelación en el nuevo soporte del Norte. En el partido de Liga ante el SC Freiburg el 22 de agosto de 2008 se utilizó por primera vez.

## Nueva construcción de la tribuna norte / Modernización del osnatel-Arena

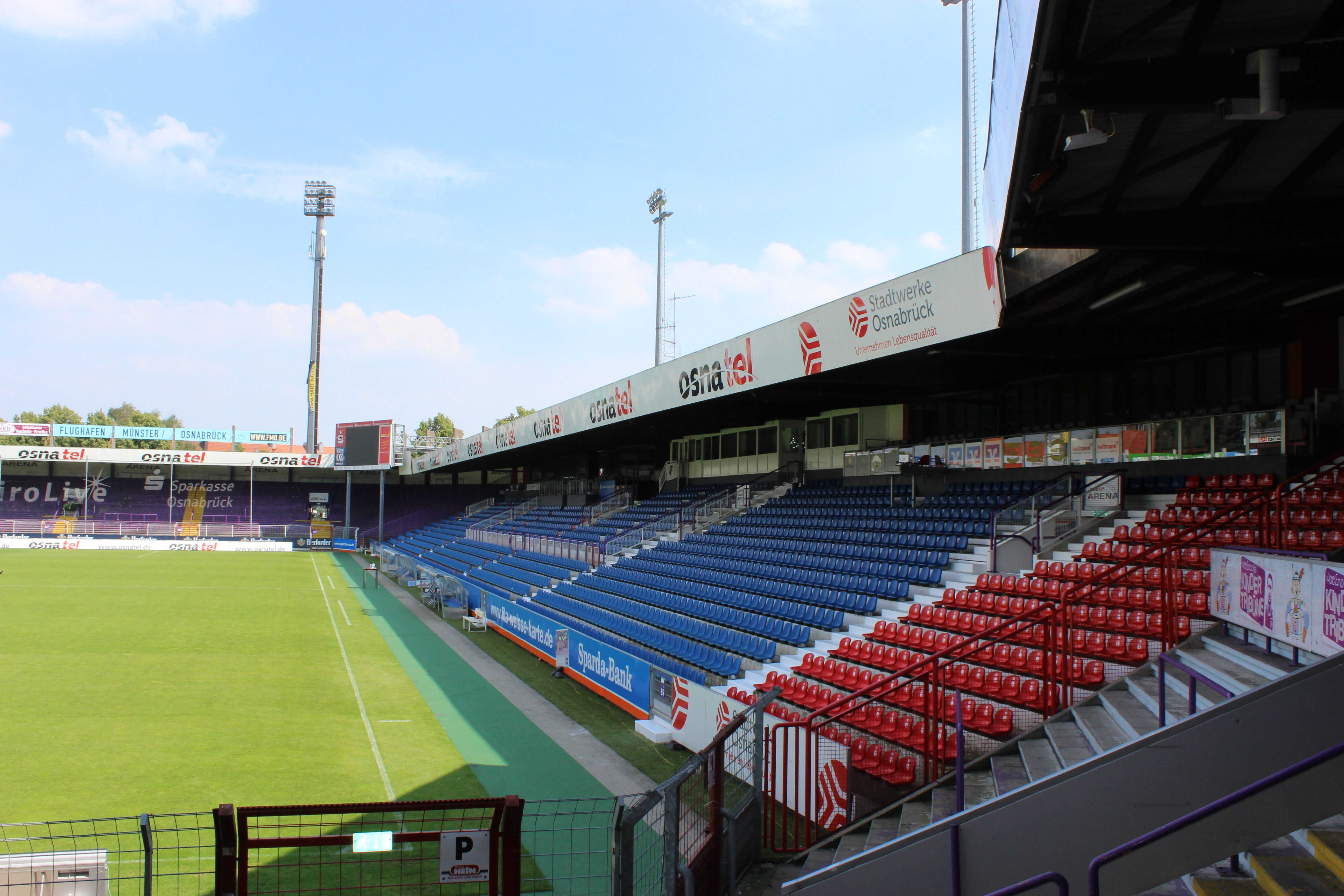
El Sur De pie, con cabina de altavoz, vip y cajas corporativas, en primer plano la Kindertribühne, con asientos de color rojo detrás de la zona de la familia.

El 2 de abril de 2008 ha comenzado con la demolición del Norte del soporte, que fue reemplazado por un moderno y cubierto tribuna asiento. En la esquina noreste ("Monkey Rock") también creó 750 nueva sala de pie. La capacidad total se redujo en 16 130 en lugares, sin embargo, la proporción de escaños se elevó a 5655 (un 35%). Esto permite que el VfL mayores ingresos por boleto vendido. Además de los nuevos espacios creados Sur soporte, hacia la ciudad (curva oeste) de la estación de servicio fue rediseñado, se trasladó un sistema de calefacción de suelo y paneles de pantallas LED dual (cada 6.4m x 3,84m con una resolución de 640 × 384 píxeles) instalado. 
La ciudad de Osnabrück proporciona una conexión entre el exterior del stand del Norte y del Este, lo que ahora puede circunnavegar casi al estadio a pie. El último tramo entre tribuna Norte y Westkurve podría inicialmente no ser eliminado, ya que el propietario de un situado detrás de la trama se negó durante décadas, debido a una disputa pasado distante entre su marido ya fallecido y el expresidente VfL Friedel Negro vender la tierra al VfL , Sólo en octubre de 2010, la compra se concluyó después de largas negociaciones. En diciembre de 2010, comenzamos con las acciones preparatorias para la futura expansión del estadio. Dos meses más tarde, se iniciaron los trabajos para ampliar la parte aún no cubierto del Norte soporte para 503 asientos y techo. Está previsto para ser terminado en abril de 2011. 

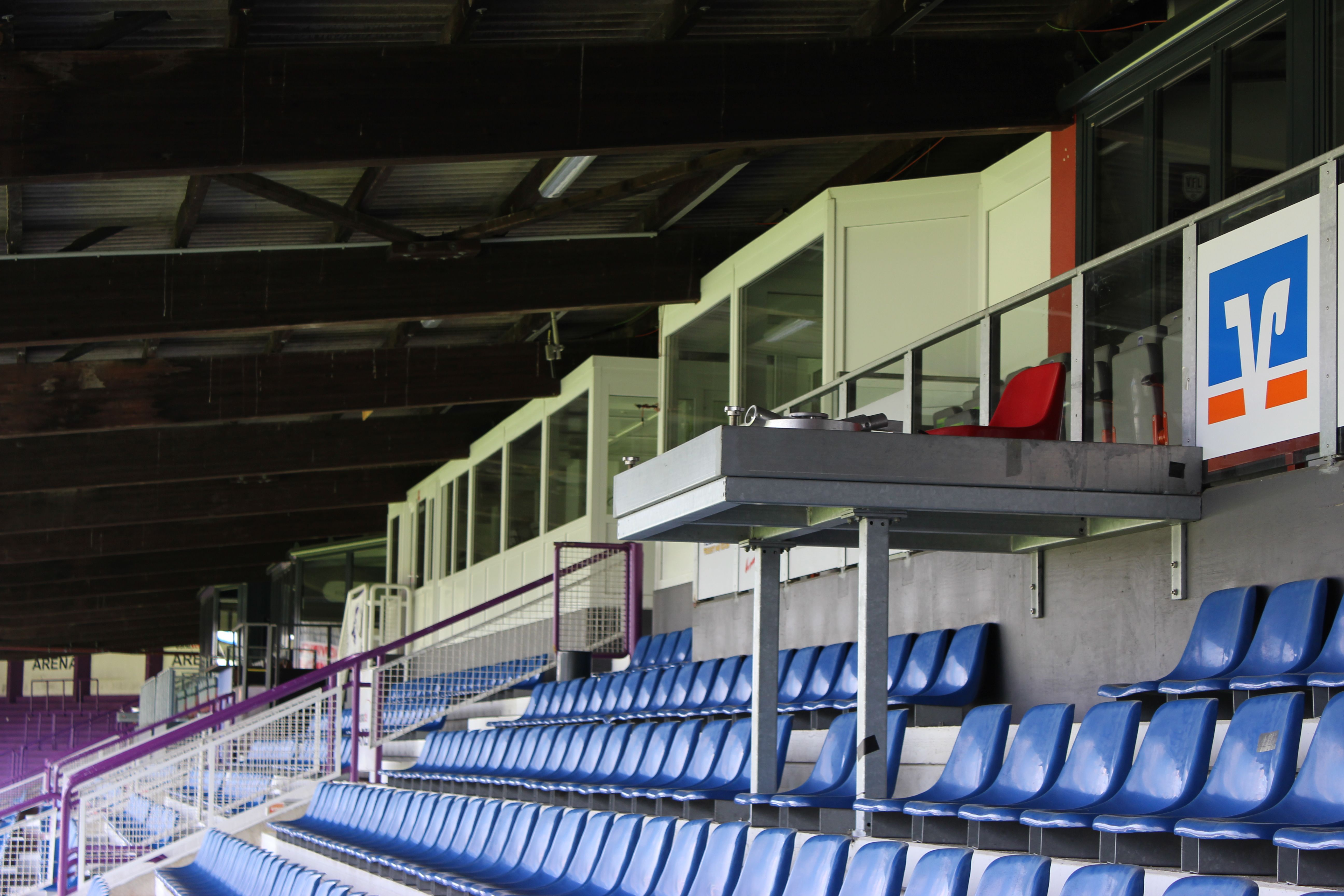
Salones, área de cabinas portavoz del VIP y las plataformas de cámara.

En la siguiente fase de construcción será en la esquina todavía sin noroeste una torre vip para patrocinadores surge que puede presumir de un total de cuatro plantas con 12 cajas para 12 personas. Estos también deben ser renovados en el Ostkurve los baños, y un Fankneipe crearse detrás del Oriente stand. La asociación tiene previsto para éste cerca de 2 millones de euros. Los trabajos de construcción debe comenzar inmediatamente después de la finalización de la ampliación de la tribuna norte, pero podría suficientes logias no momento de su venta, por lo que el inicio de la construcción de la torre VIP se colocó primero.

En el futuro, también está previsto ampliar el Oeste y el Este soporte, por lo que se espera que la capacidad del estadio para aumentar a cerca de 22.500 espectadores.

## Partidos internacionales
En el Osnatel-Arena se han disputado seis partidos de la selección femenina de fútbol de Alemania. El más importante fue la final de la Competición Europea de Fútbol Femenino de 1989 contra Noruega, con triunfo por 4-1 ante 23 000 espectadores. Hasta el 22 de abril de 2009 fue asistencia récord para un partido de local de Alemania.
| Fecha                 | Equipo local | Equipo visitante | Resultado | Evento                                               |
| --------------------- | ------------ | ---------------- | --------- | ---------------------------------------------------- |
| 10 de mayo de 1989    | Alemania     | Dinamarca        | 1 : 0     | Amistoso                                             |
| 2 de julio de 1989    | Alemania     | Noruega          | 4 : 1     | Competición Europea de Fútbol Femenino de 1989       |
| 27 de octubre de 1994 | Alemania     | Rusia            | 3 : 0     | Clasificación para el Campeonato Femenino de la UEFA |
| 16 de julio de 2000   | Alemania     | China            | 1 : 3     | Torneo "100 años de la DFB"                          |
| 21 de abril de 2005   | Alemania     | Canadá           | 3 : 1     | Amistoso                                             |
| 3 de junio de 2011    | Alemania     | Italia           | 5 : 0     | Amistoso                                             |
| 8 de mayo de 2014     | Alemania     | Eslovaquia       | 9 : 1     | Clasificación Copa Mundial 2015                      |

En cuanto a partidos de selecciones alemanas masculinas, el 18 de noviembre de 2008 Alemania Sub-21 se enfrentó a Italia Sub-21 en este escenario.

## Datos y cifras
El estadio cuenta con un total de 16.667 plazas, de las cuales 10 475 plazas de pie (aproximadamente 63%) y 6,192 asientos (aproximadamente 37%).
(2: 2) El 30 de enero de 2009, partido en casa del estadio de la VfL Osnabrück contra FC St. Pauli fue vendida primero desde la conversión descrita.

## Nombre del recinto
El nombre original del estadio fue "Estadio Municipal en el Bremer Brücke", popularmente conocido simplemente como el "Puente de Bremen". Este nombre viene del puente del ferrocarril que cruza en el barrio Bremer Straße con el enlace ferroviario Bremen. Más tarde, los derechos del nombre se vendieron a Grupo del presidente de largo plazo de la VfL Osnabrück Hartwig Piepenbrock y el nombre de "Estadio Piepenbrock en el puente de Bremen", antes de que en 2004 los derechos del nombre del estadio por parte de la empresa de telecomunicaciones osnatel fue comprado.

## Galería

El osnatel-Areana interiores
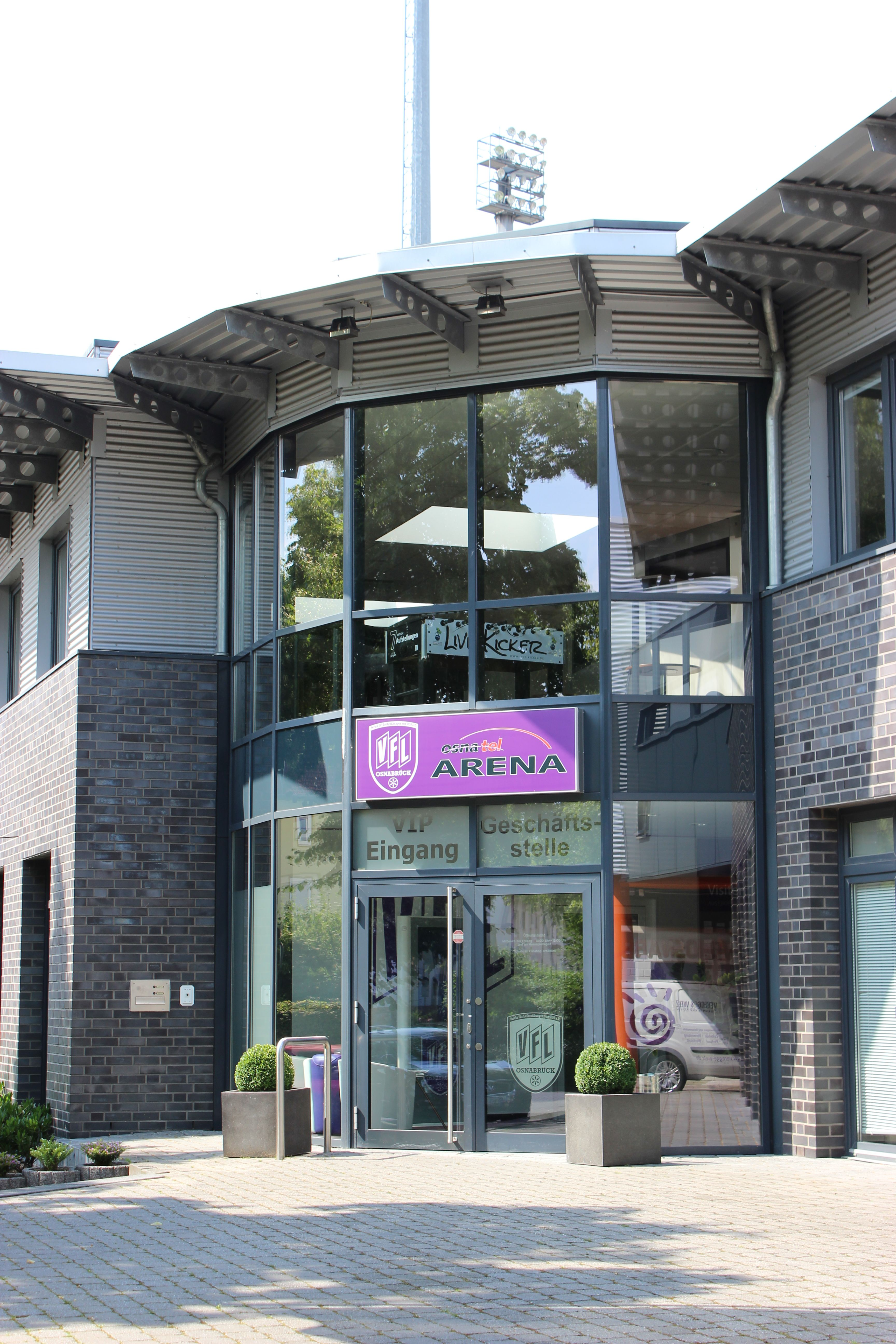
Entrada de la oficina y la zona VIP detrás de la Grada Sur, no muy lejos hacia el este es el Fan Shop
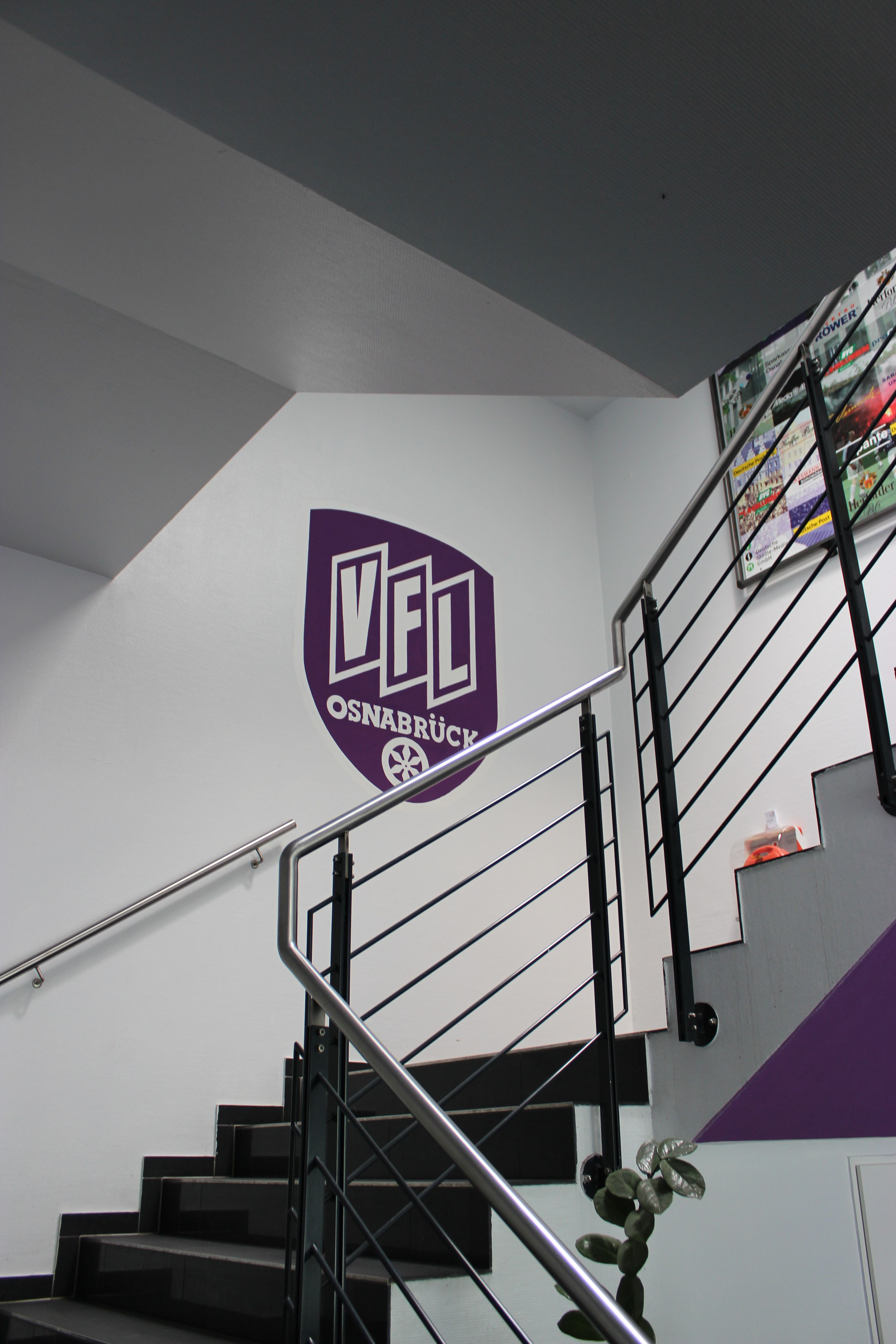
Aumento en el área VIP
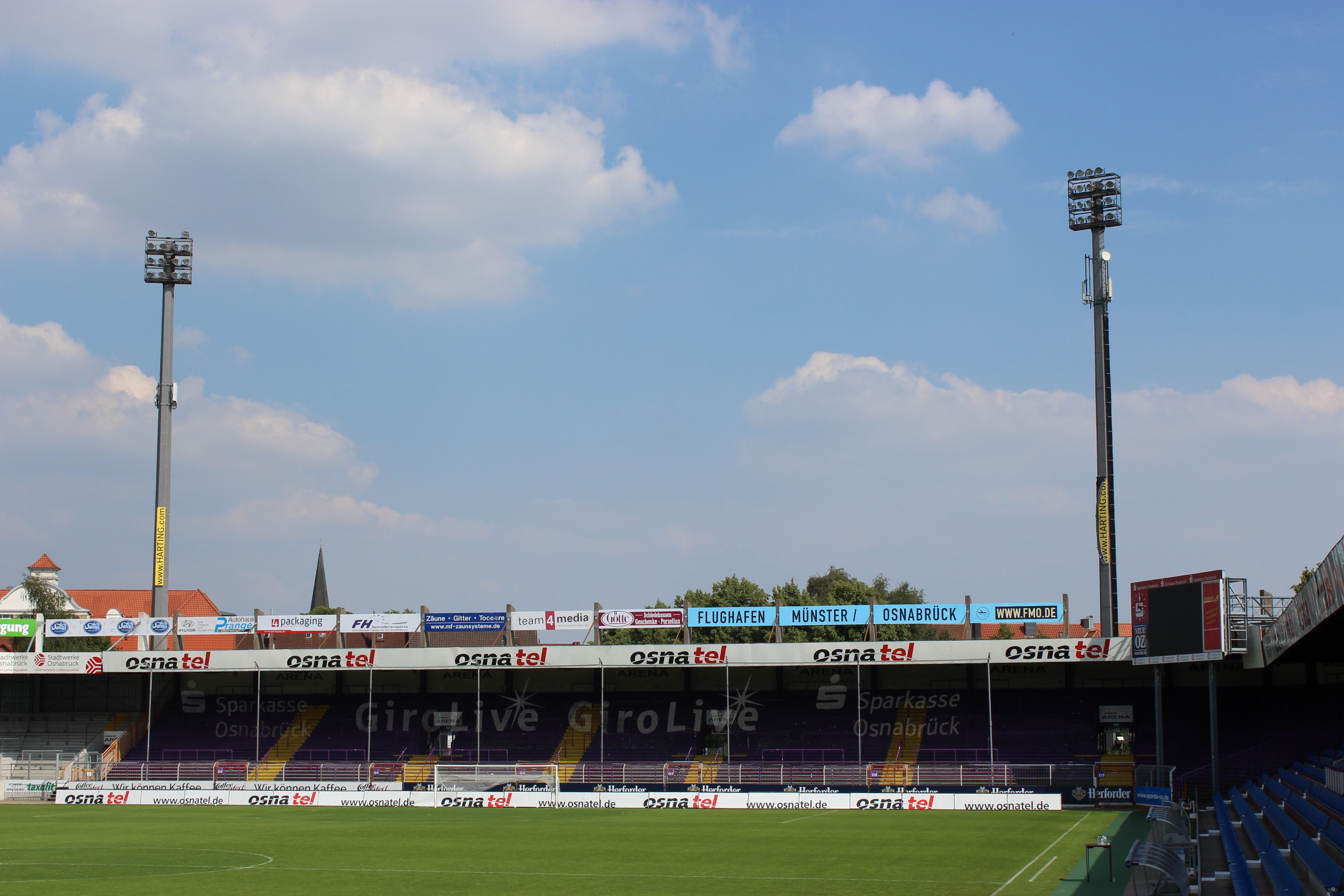
El famoso soporte Oriente, el área del club de fanes, justo encima de una de las dos pantallas de vídeo
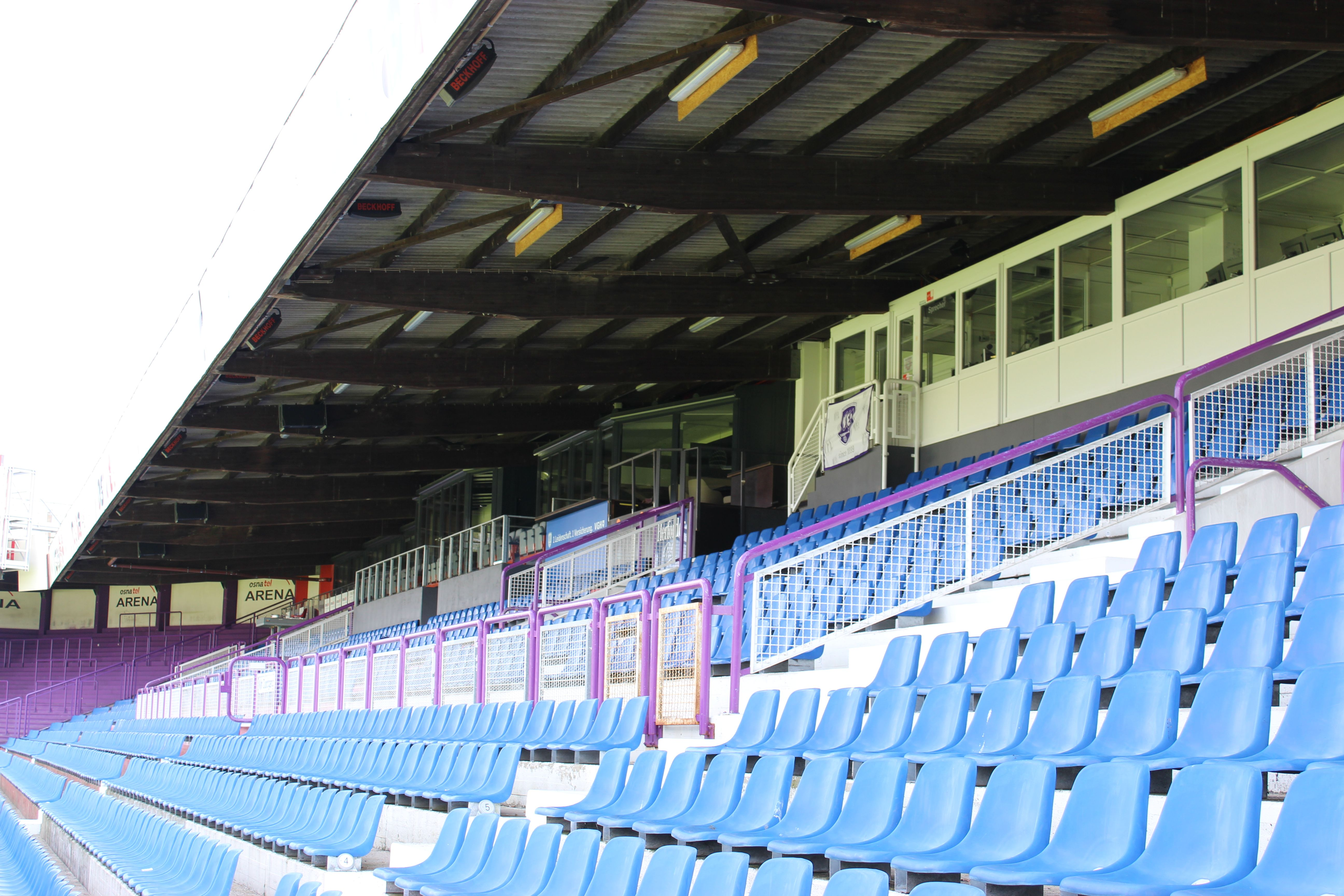
Zona VIP y sala de estar
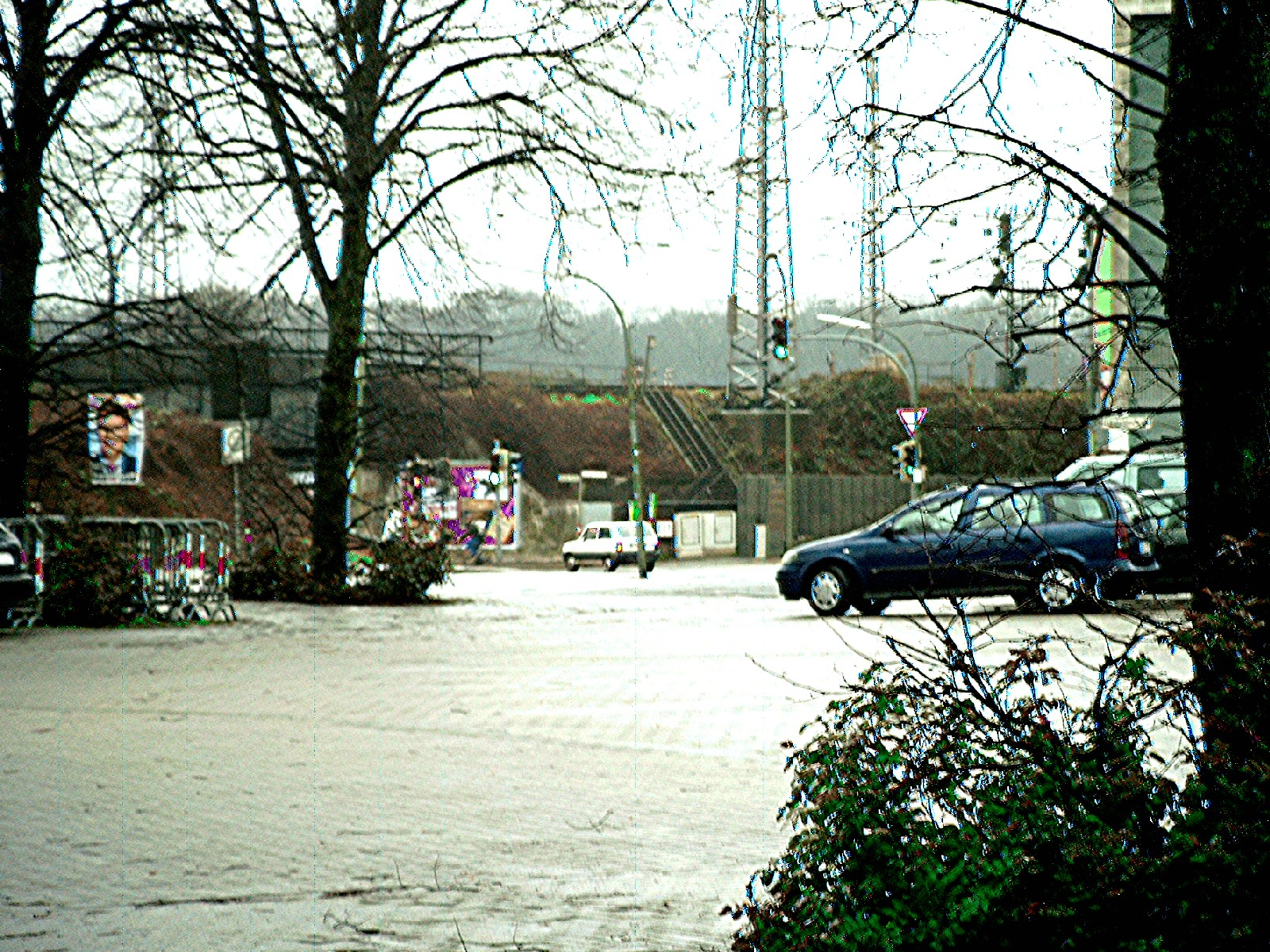
Sólo alrededor de 100 metros entre la entrada oeste del estadio y el puente Bremer que una vez fue nombrado después
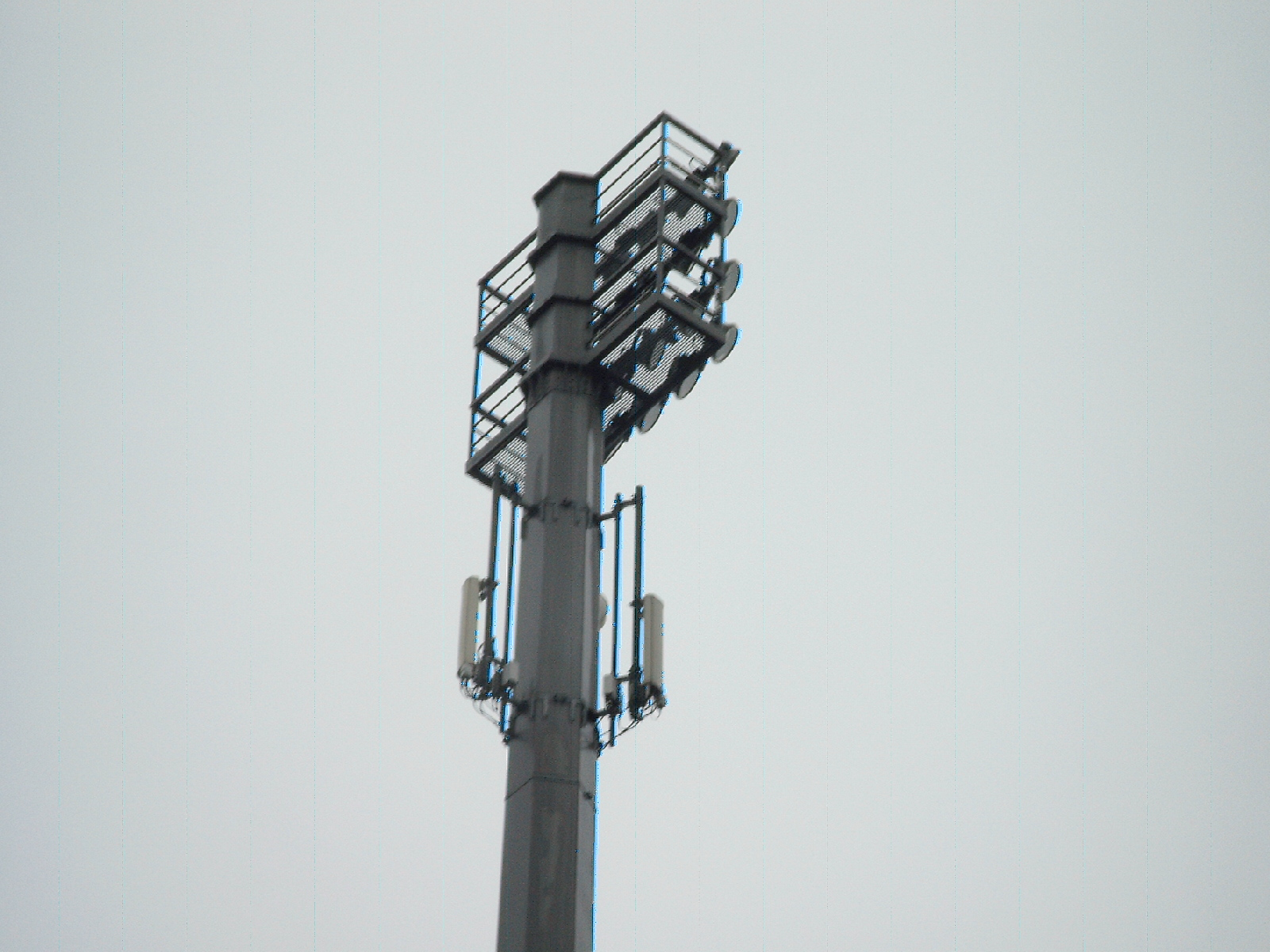
El estadio cuenta con cuatro polos de este tamaño
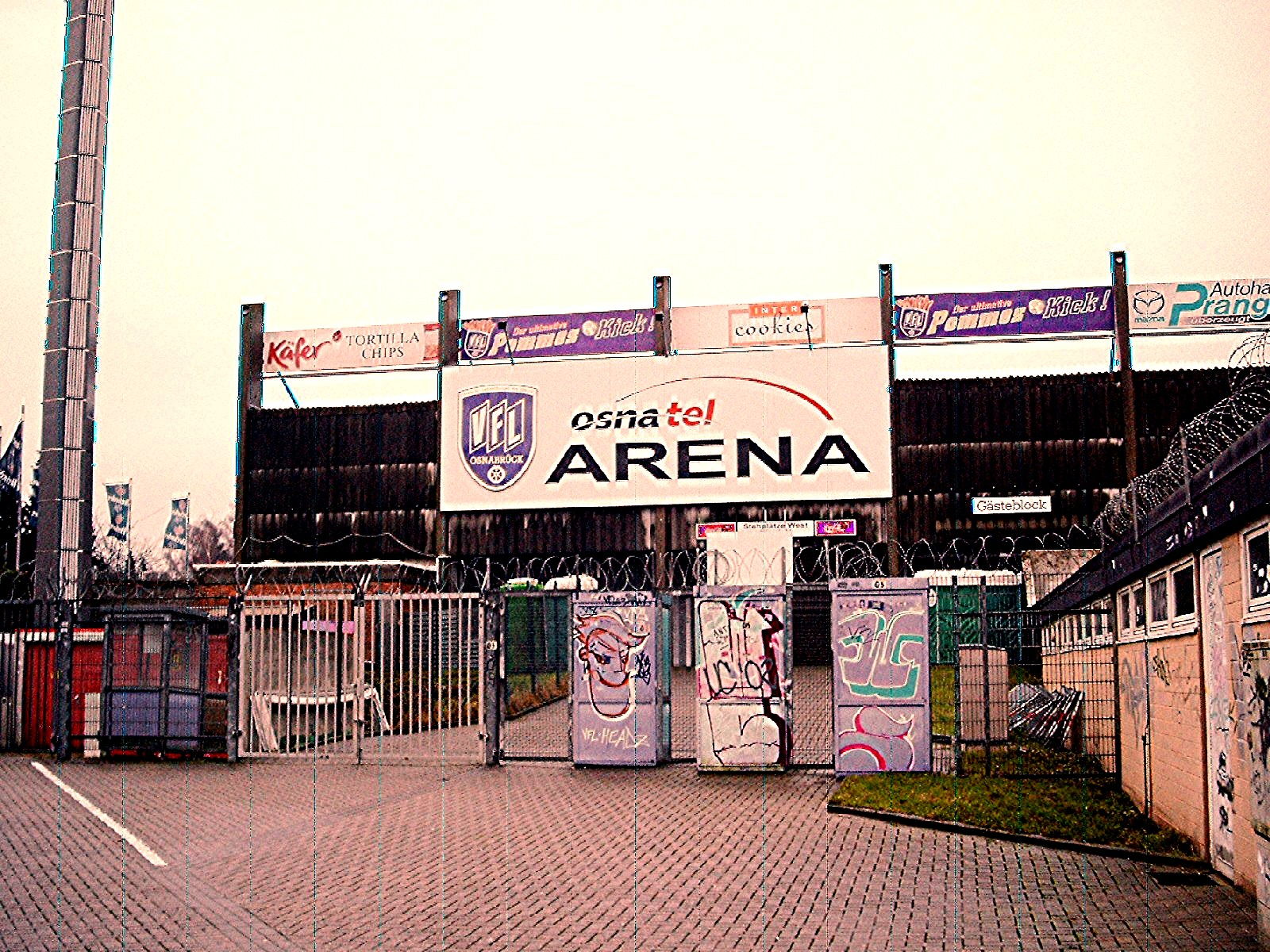
La entrada de los aficionados de los huéspedes
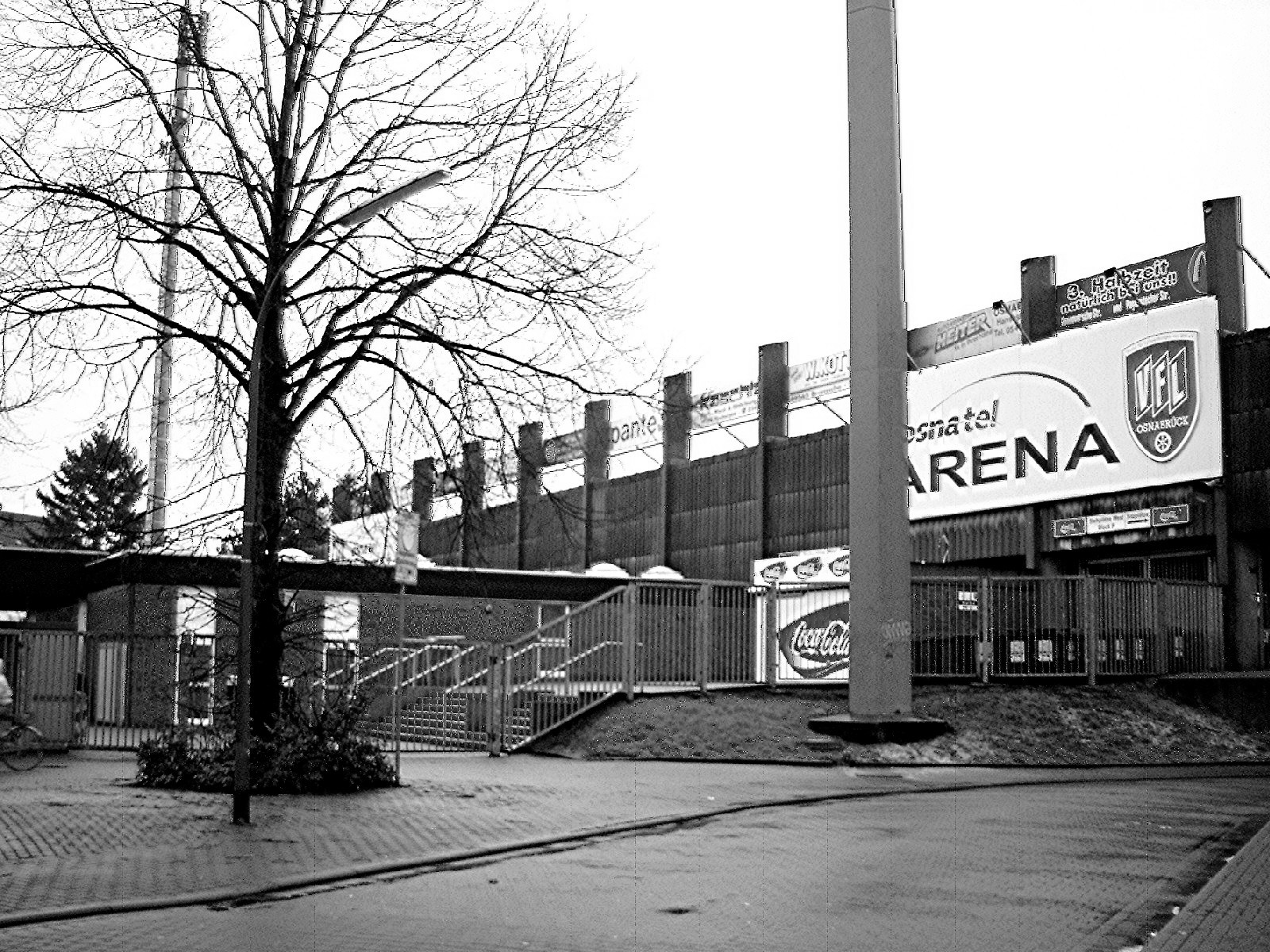
La entrada a la curva oeste

El estadio del VfL Osnabrück-al aire libre
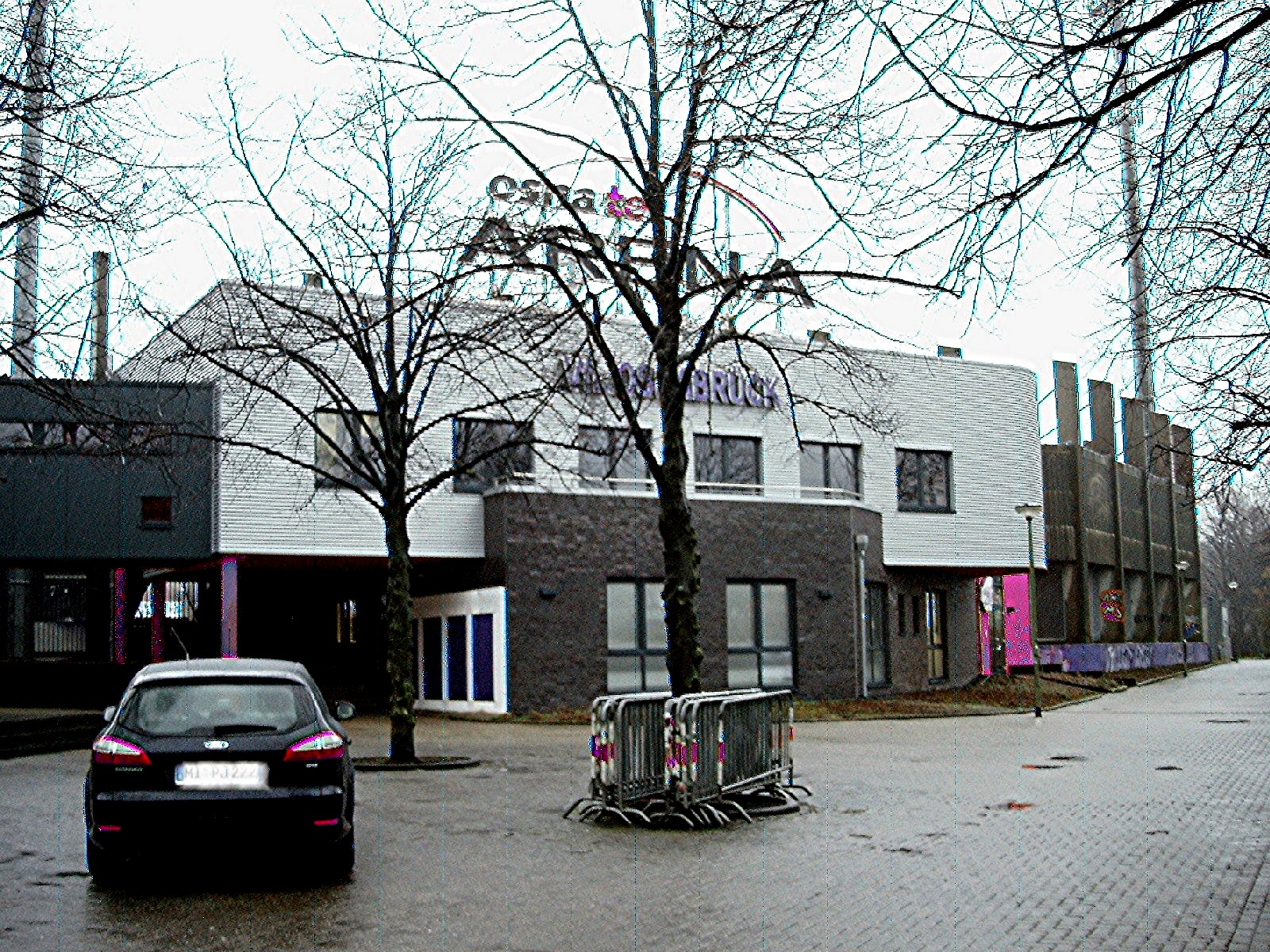
En el estadio se encuentran las nuevas instalaciones de la oficina, estos nuevos edificios se encuentran detrás de la Grada Sur
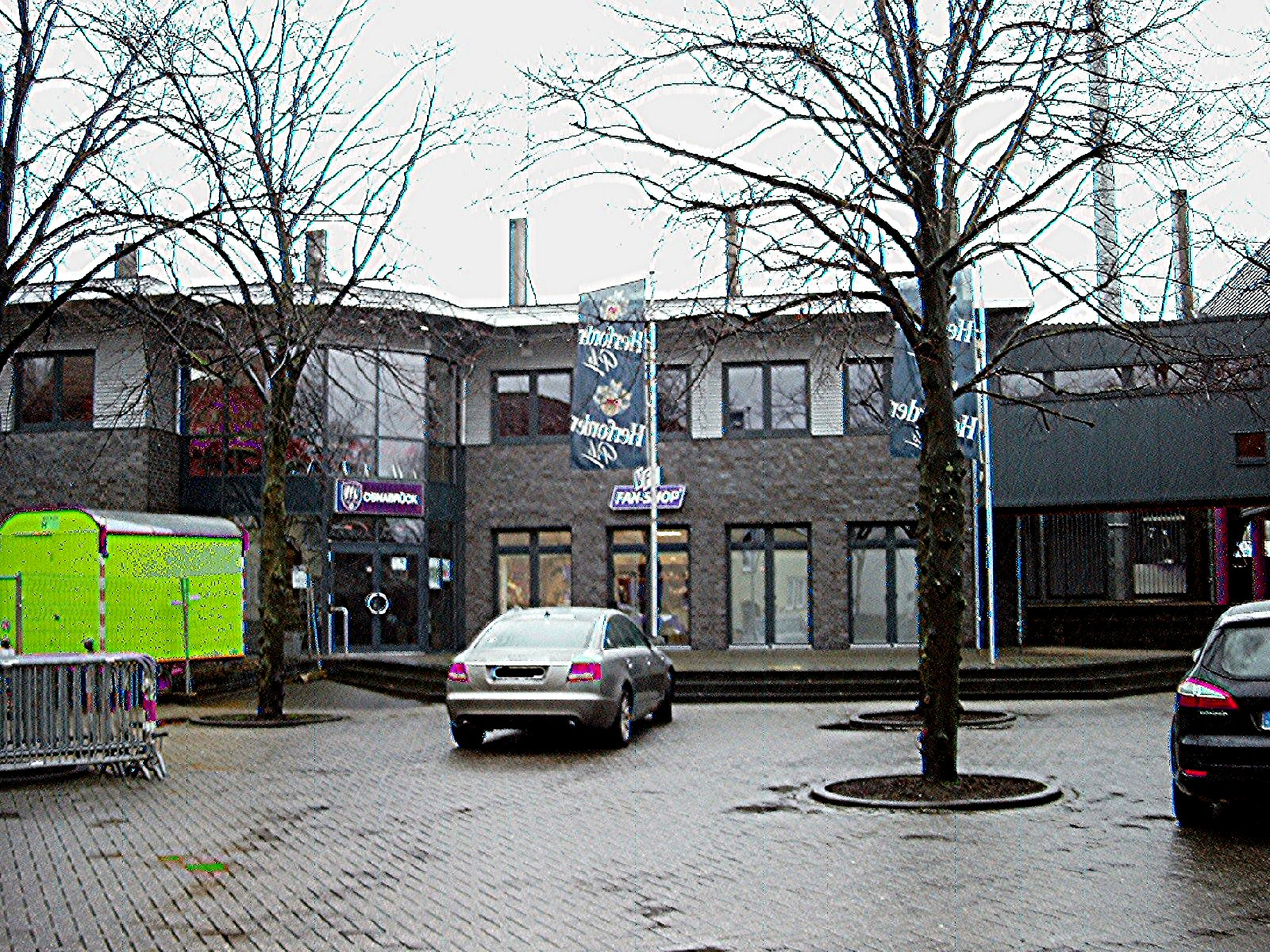
También en el estadio, la tienda de ventilador, otro allá en el centro
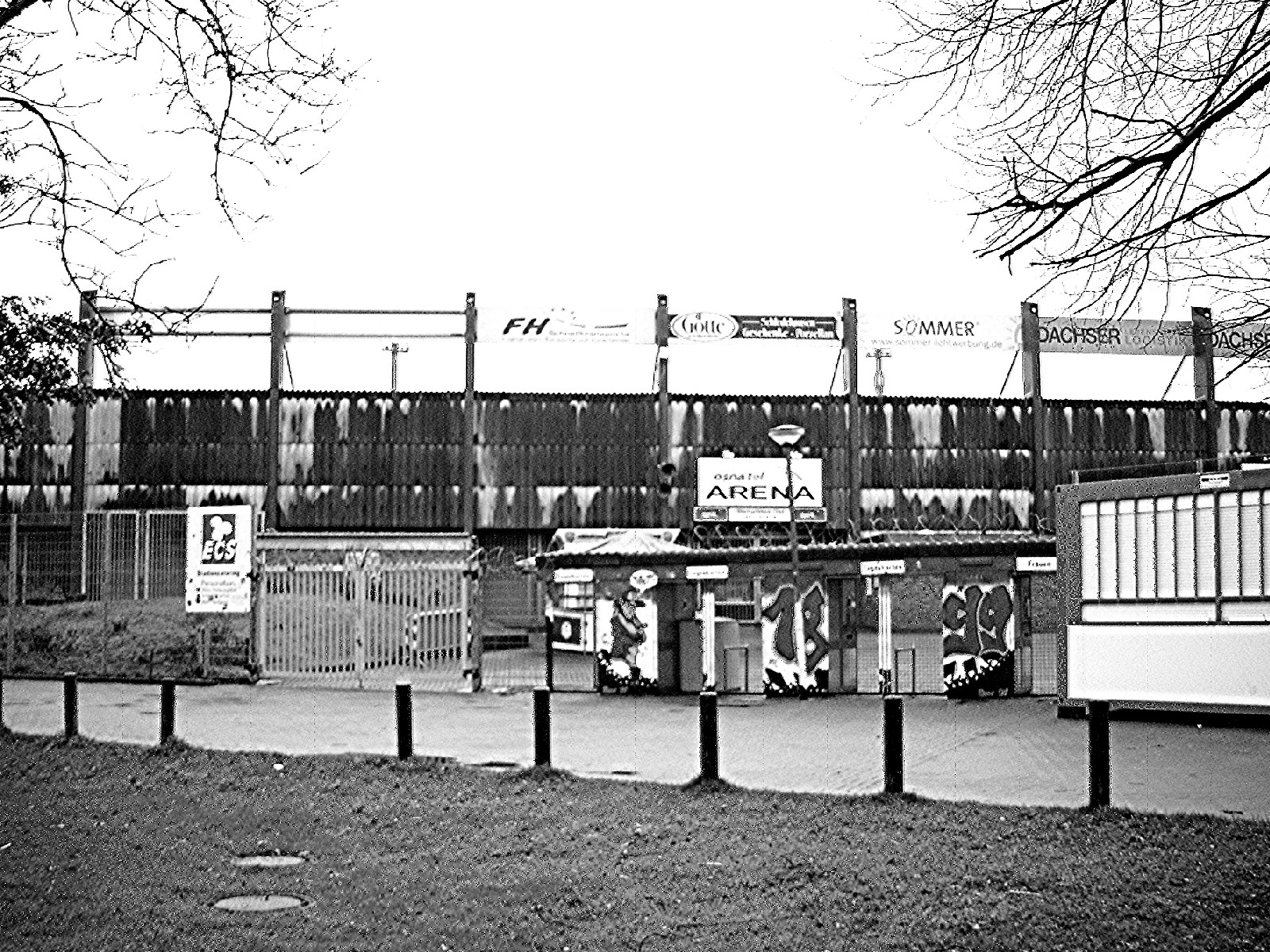
Circunnavegado continúa el estadio para llegar a la entrada del Este soporte, la curva del ventilador del VfL
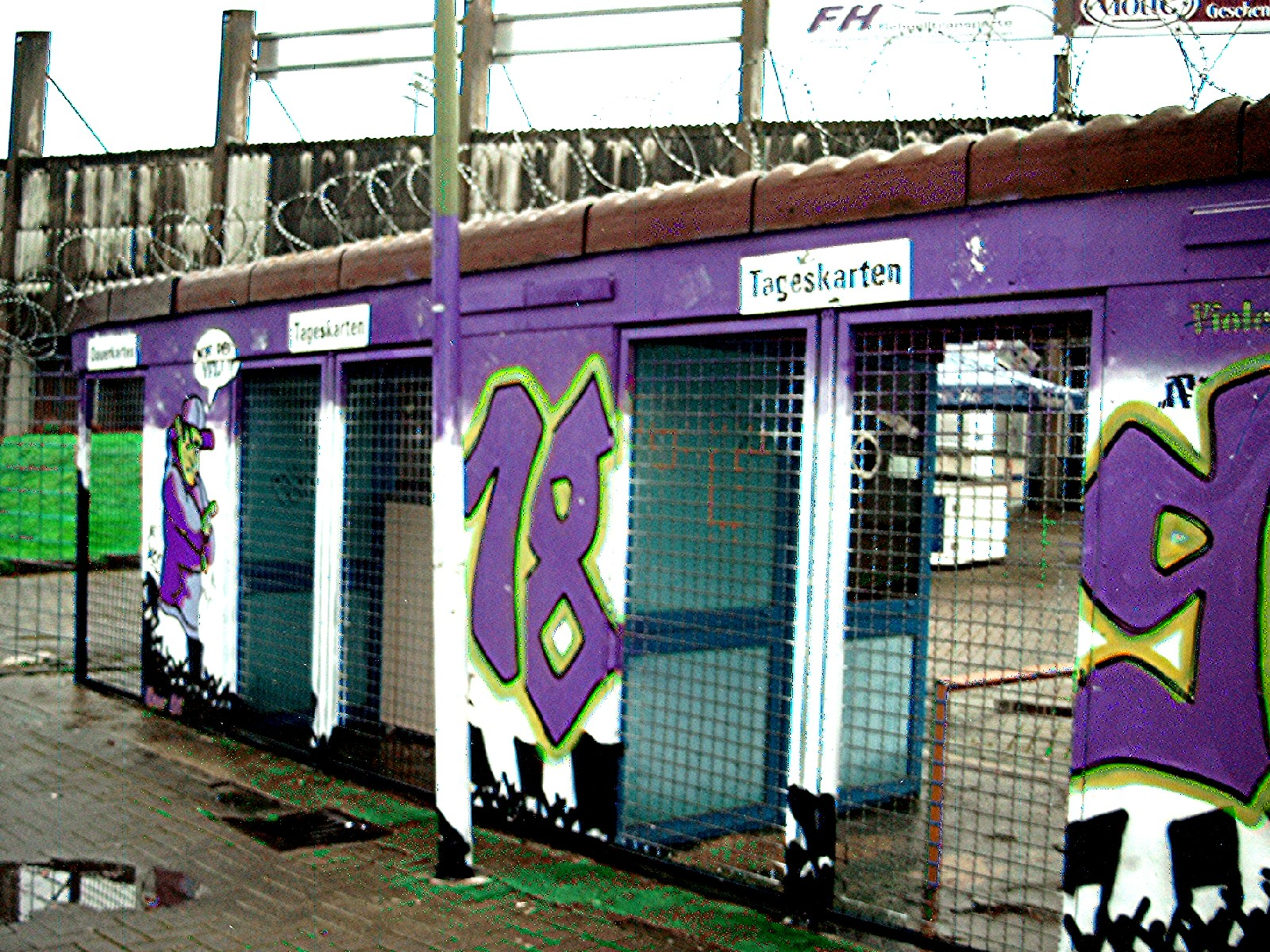
El dinero en efectivo en la zona Ostkurve
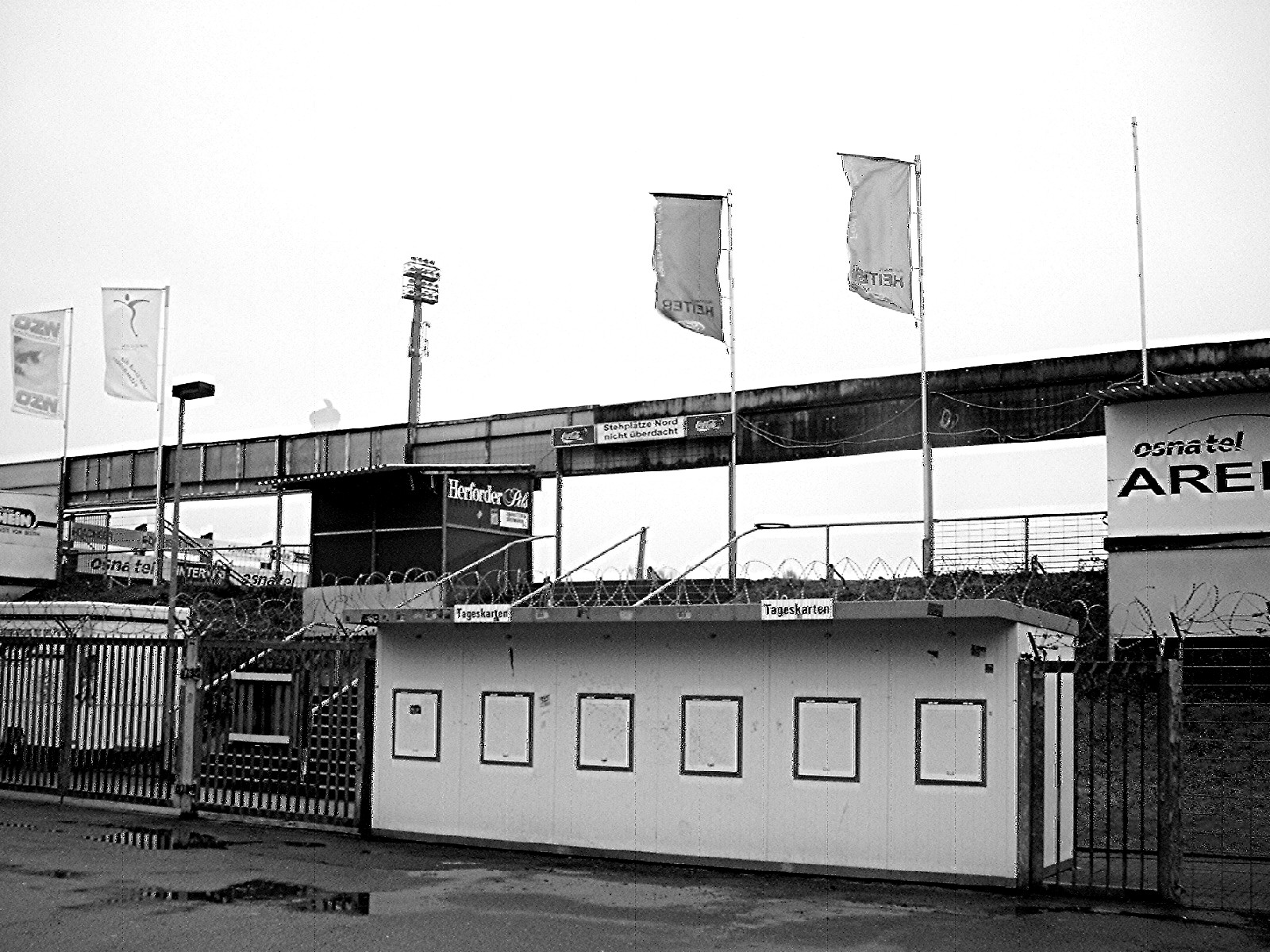
Desde esta tribuna cubierta era la vieja tribuna norte que ha dado paso a una tribuna cubierta desde la primavera de 2008
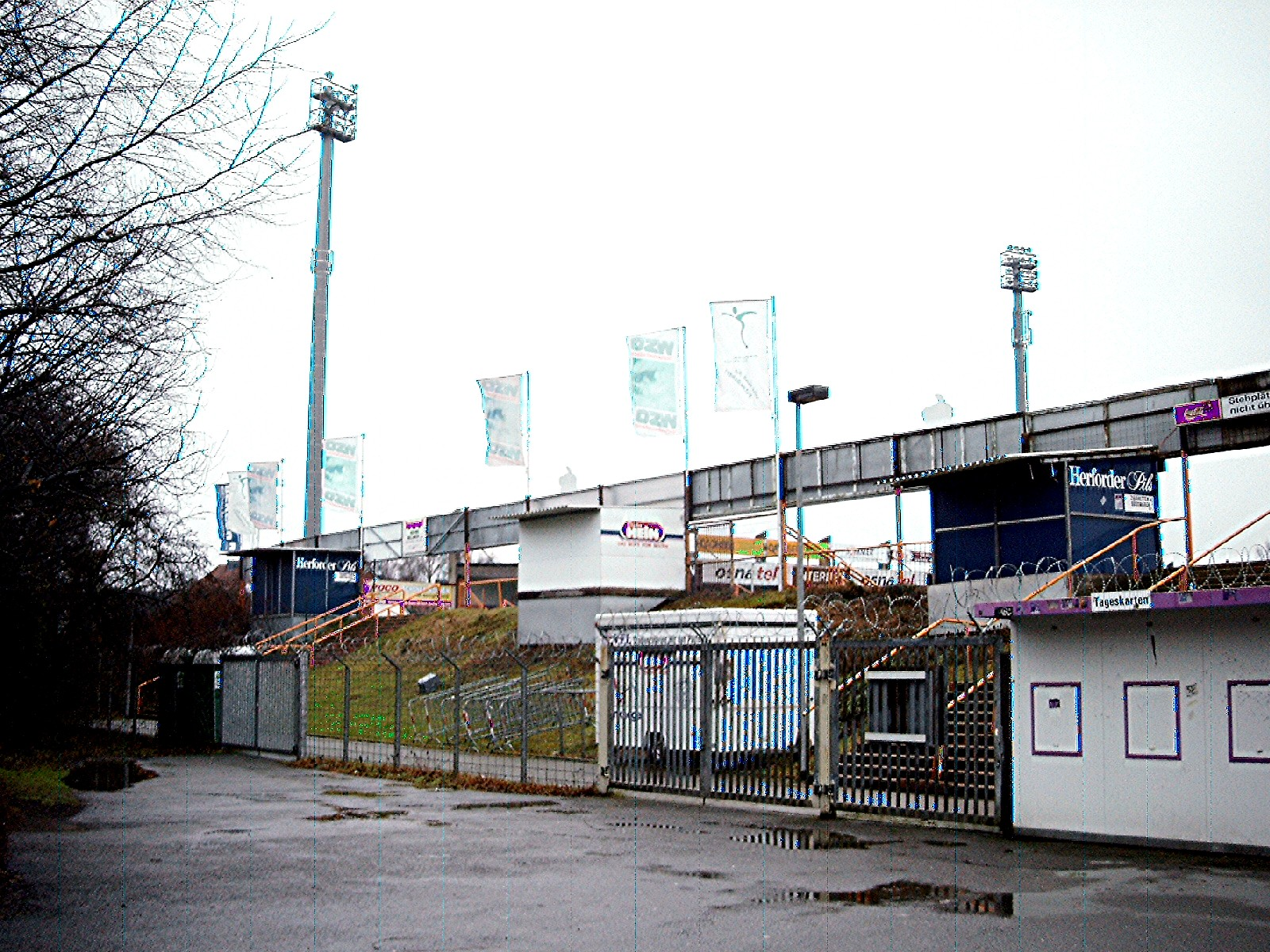
Aquí, como en el Sur soporte surgen asientos
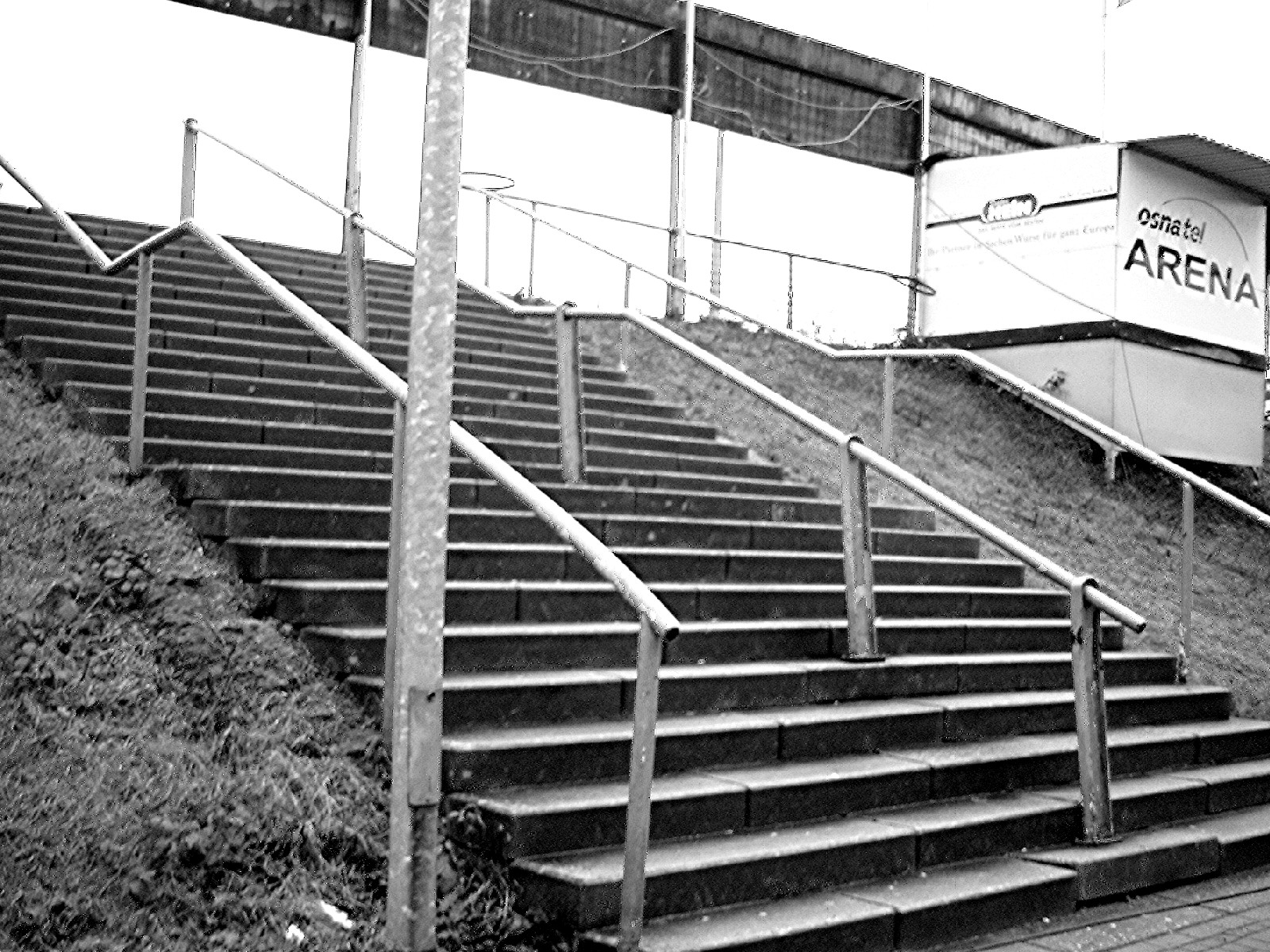
Una de las dos entradas a la vieja tribuna norte ahora demolido